# Friedrich Tölke
Friedrich Tölke  (* 7. Mai 1901 in Hannover; † 21. Juli 1992 in  Trogir, Dalmatien) war ein deutscher Bauingenieur und Hochschullehrer. Er war unter anderem ordentlicher Professor für Bodenmechanik und Wasserkraftanlagen.

## Leben
Tölke besuchte in Hannover das Realgymnasium und wurde 1922 an der Technischen Hochschule Hannover Diplom-Ingenieur und 1926 mit der Dissertation Die statische Behandlung des ebenen zyklischen Ringes auf vielen Stützen zum Dr.-Ing. promoviert. Von 1922 bis 1927 arbeitete er als Konstrukteur und Chefkonstrukteur in Duisburg bei der Dema AG, anschließend als Zivilingenieur. 1931 habilitierte er sich an der Technischen Hochschule Karlsruhe mit seiner Schrift Der Einfluß der Durchströmung von Betonmauern auf die Stabilität. Er lehrte zunächst als Privatdozent, dann von 1934 bis 1937 als ordentlicher Professor für Technische Mechanik an der Technischen Hochschule Karlsruhe (als Nachfolger von Max Tolle) und von 1937 bis 1945 als Professor für Mechanik und wasserbauliche Strömungslehre an der Technischen Hochschule Berlin, danach wieder als Zivilingenieur. Seine Vorgänger in Berlin waren Fritz Kötter und Hans Reissner (bis 1934) und sein Nachfolger ab 1948 István Szabó.
Ab 1952 war er ordentlicher Professor der TH bzw. Universität Stuttgart. Von 1952 bis 1969 leitete er das Institut für Bauforschung und Materialprüfungen des Bauwesens (ab 1952 Amtliche Forschungs- und Materialprüfungsanstalt für das Bauwesen (FMPA), ab 1953 mit dem Beinamen Otto-Graf-Institut) der Technischen Hochschule Stuttgart (seit 1967 Universität Stuttgart). Gleichzeitig war er dort Professor für Bodenmechanik und Wasserkraftanlagen.
Neben Büchern über Statik und Talsperren sowie Wasserkraftanlagen gab er auch Funktionentafeln heraus.
Friedrich Tölke war ab 1953 Ehrendoktor (Dr. ès Sc. h. c.) der L’Ecole Polytechnique de l’Universite de Lausanne. Er gehörte dem Verein Deutscher Ingenieure (VDI) mit der Mitgliedsnummer 24187 an.
Im Jahr 1926 hatte er Emilie Kapp geheiratet. Aus der Ehe gingen die Kinder Edith-Helga, Jürgen-Friedrich, Heinrich-Hermann, Friedrich-Wilhelm und Hedwig-Isolde hervor.

## Schriften
- Die statische Behandlung des ebenen zyklischen Ringes auf vielen Stützen. 1927. Zugleich Dissertation  1926.
- Über Stabilitätsprobleme dünner kreiszylindrischer Schalen. 1932.
- Über Spannungszustände in dünnen Rechtecksplatten. 1943.
- als Hrsg.: Bessel’sche und Hankel’sche Zylinderfunktionen. Konrad Wittwer, Stuttgart 1936.
- Kurze Einführung in die Elemente der Punkt- und Körpermechanik. Eine zusammenfassende vektorielle Darstellung für Studium und Praxis. Julius Springer, Berlin 1937.
- Wasserkraftanlagen. Zweite Hälfte, Erster Teil: Talsperren, Staudämme und Staumauern. Julius Springer, Berlin 1938 (= Handbibliothek für Bauingenieure. Teil 3, Band 9, herausgegeben von Adolf Ludin).
- Die geophysikalische Baugrunduntersuchung. 1938.
- Zur Integration von Differentialgleichungen der drehsymmetrisch belasteten Rotationsschale bei beliebiger Wandstärke. 1938.
- Über Rotationsschalen gleicher Festigkeit für konstanten Druck. 1939.
- Die Torsion des Rechtecksstabes als räumliches Problem. 1943.
- Mechanik starrer Körper. 1943.
- Praktische Funktionenlehre.
  - Band 1: Elementare und elementare transzendente Funktionen. Julius Springer, Berlin 1943; 2. Auflage 1951.
  - Band 2: Theta-Funktionen und spezielle Weierstraß’sche Funktionen. Julius Springer, Berlin 1966.
  - Band 3: Jacobi’sche elliptische Funktionen, Legendre’sche elliptische Funktionen und spezielle Weierstraß’sche Sigma- und Zeta-Funktionen. Julius Springer, Berlin 1967.
  - Band 4: Elliptische Integralgruppen und Jacobische elliptische Funktionen im Komplexen. Julius Springer, Berlin 1967.
  - Band 5: Allgemeine Weierstraß’sche Funktionen und Ableitungen nach dem Parameter, Integrale der Thetafunktionen und Bilinearentwicklungen. Julius Springer, Berlin 1968.
  - Band 6.1: Tafeln aus dem Gebiet der Theta-Funktionen und der elliptischen Funktionen mit 120 erläuternden Beispielen. Julius Springer, Berlin 1969.
  - Band 6.2: Tafeln aus dem Gebiet der Theta-Funktionen und der elliptischen Funktionen, 2. Teil. Julius Springer, Berlin 1970.
- Mechanik deformierbarer Körper. Band 1. Julius Springer, Berlin 1949.
- Baustatik (Seil-, Stab-, Balken- und Bogentragwerke). Winter, Heidelberg 1949 .
- Talsperren. De Gruyter, Berlin 1953 (Sammlung Göschen).